# 主顯聖容主教座堂 (敖德薩)
主显圣容主教座堂是乌克兰敖德薩的东正教大教堂，供奉耶稣显圣容，隶属于烏克蘭正教會。教堂在2023年1月25日成為烏克蘭世界遺產敖德薩歷史中心（同時登錄為瀕危世界遺產名錄）的一部分，同年7月23日俄軍导弹攻击敖德萨时遭受严重破坏。

## 历史
主县圣容主教座堂是敖德萨市的第一座也是最重要的一座教堂，由加夫里勒-伯努列斯库-博多尼（Gavril Bănulescu-Bodoni （页面存档备份，存于））于1794年创建。由于工程进度落后数年，新任命的新俄罗斯总督阿尔芒-埃马纽埃尔·索菲·迪普莱西，黎塞留（Armand-Emmanuel de Vignerot du Plessis （页面存档备份，存于））聘请意大利建筑师弗朗切斯科-弗拉波利（Francesco Frappoli）来完成这座建筑。
该教堂于1808年被指定为新俄罗斯的主教堂。在整个19世纪，教堂不断扩建。钟楼建于1825年至1837年之间，连接钟楼和主教堂的餐厅则建于数年之后。教堂内部铺设了多色大理石，圣像屏大教堂于1808年被指定为新俄罗斯的主教堂。在整个19世纪，教堂不断扩建。钟楼建于1825年至1837年之间，连接钟楼和主教堂的餐厅则建于数年之后。教堂内部铺设了多色大理石，圣像屏风也是用大理石制成的。圣像屏风也是用大理石制成的。
该地区的几座教堂，包括基希讷乌的圣诞主教座堂，都是模仿主显圣容主教座堂建造的。主显圣容主教座堂是陶里德主教的墓地，包括赫尔松的圣-英诺森和著名的新俄罗斯总督米哈伊尔-谢苗诺维奇-沃龙佐夫（Mikhail Semyonovich Vorontsov （页面存档备份，存于））王子。
原建筑于1936年被苏联拆除。从1999年开始重建。新大教堂于2003年举行了祝圣仪式。沃龙佐夫亲王及其妻子的遗体被重新安葬在大教堂内。大教堂广场上有他的雕像。大教堂的钟声由电子设备控制，能够演奏99首旋律。

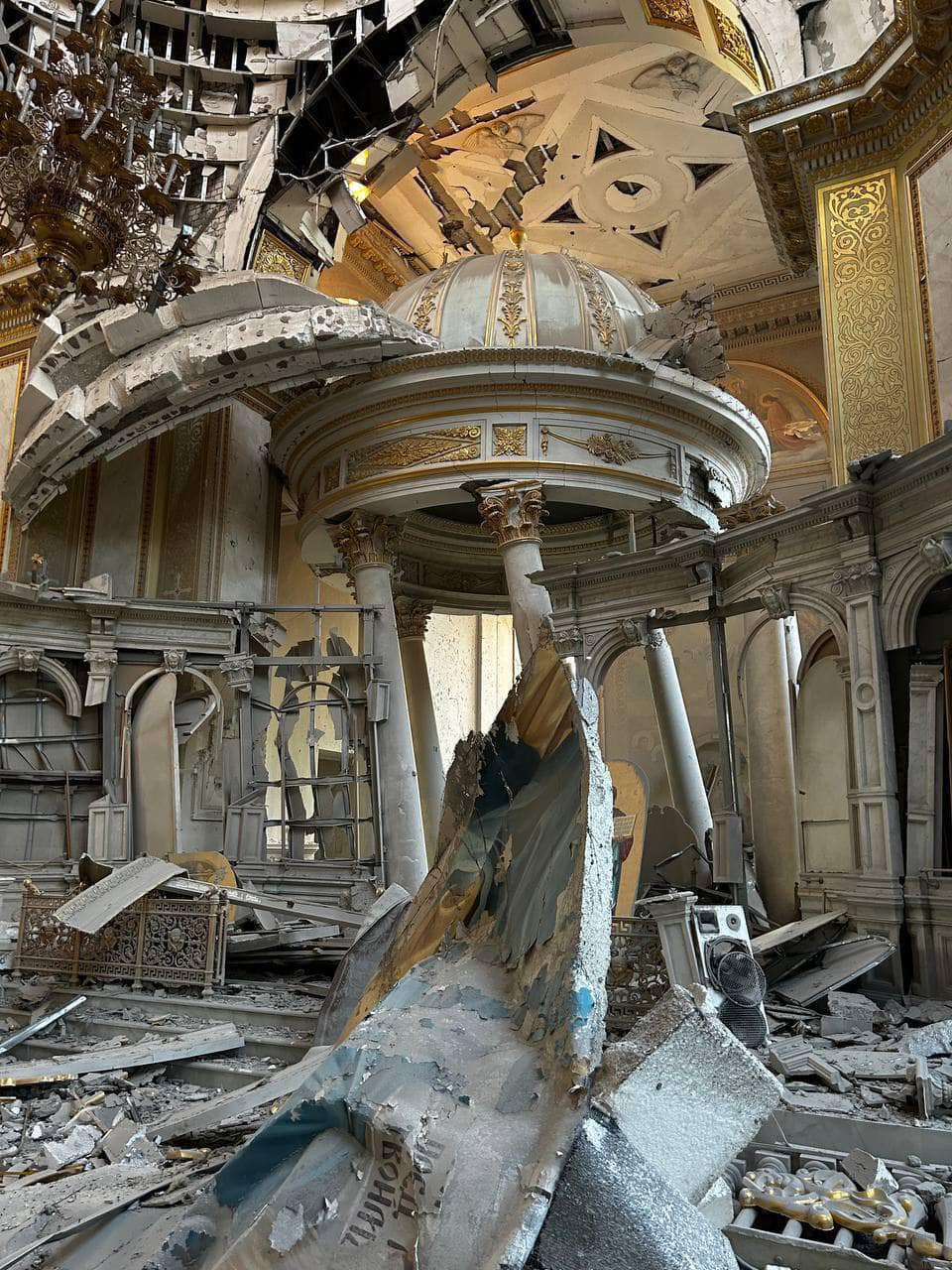
2023年7月受襲后的教堂内部

2023年7月23日，大教堂在俄軍导弹攻击中严重受损，大教堂內部滿是碎片。聯合國教科文組織以強烈言辭譴責俄羅斯軍隊「無恥」攻擊敖德薩市中心多處文化遺址，聯合國教科文組織總幹事阿祖萊認為，這標誌著「對烏克蘭文化遺產的暴力升級」。

## 外部連結
- Official website （页面存档备份，存于）
- Transfiguration Cathedral (Odessa) （页面存档备份，存于）